# VMware Server
VMware Server (già GSX Server) è un software server per la virtualizzazione base di VMware Inc., una dipendenza di EMC Corporation.
VMware rilasciò la versione 1.0 il 12 luglio 2006. La versione Server è la continuazione della linea di prodotti GSX Server. VMware Server può creare, editare ed eseguire macchine virtuali. Usa un sistema client/server, permette l'accesso remoto alle macchine virtuali. Oltre alla possibilità di eseguire macchine virtuali create dagli altri prodotti VMware, può eseguire le macchine virtuali create da Microsoft Virtual PC. VMware Inc rende disponibile questa versione gratuita nella speranza di un aggiornamento a VMware ESX Server.
Gli utenti di VMware Server hanno la possibilità di creare (e ripristinare) snapshot di ciascuna macchina virtuale con il loro ambiente VMware Server. Il prodotto non ha un'interfaccia specifica per la clonazione delle macchine virtuali, come VMware Workstation.
La versione Server 1.0 supporta solo edizioni a 32 bit di Microsoft Windows Vista. I driver del kernel per la versione a 64 bit non hanno la firma digitale, così le versioni a 64 bit di Vista impediscono la loro installazione. Tale problema è stato risolto con la versione Server 2.0 poiché Vista condivide il kernel con Windows Server 2008, per cui i driver possono essere installati senza problemi.

## Problemi noti
I problemi noti di VMware server, aggiornati ad agosto 2008, sono:

### Supporto hardware
- Le macchine virtuali VMware non supportano l'interfaccia Firewire.
- Le macchine virtuali VMware più vecchie non forniscono supporto diretto per l'USB 2.0, ma si possono rendere visibili i dispositivi USB 2.0 nel sistema operativo host come dispositivi USB 1.1 nel sistema operativo guest. La versione Workstation 6.0 ha aggiunto il supporto per i dispositivi USB 2.0.
- La versione Server 2.0 include il supporto diretto per l'USB 2.0
- Le macchine virtuali VMware forniscono solo supporto sperimentale per l'acceleratore hardware 3D, tramite le API Direct3D 8 della Microsoft. Un video apparso su YouTube dimostra diversi giochi 3D che vengono eseguiti sotto VMware Fusion e Mac OS X.
- Solo i mouse con i 3 pulsanti funzionano all'interno del sistema operativo guest. I mouse con 5 pulsanti non sono supportati.

### Supporto dei OS
64-Bit Solaris 10 1/06 (Update 1) e Solaris 10 6/06 (Update 2) crashano con sistemi basati su Intel Pentium M come Merom, Woodcrest e Conroe.  Un articolo del blog Sun Microsystems ha pubblicato un workaround per questo problema.

### Protocolli di rete
Cercando di montare una condivisione NFS da un'istanza nattata di VMware Server può causare un errore di permessi-negati. Per risolvere il problema, cambiare l'istanza VMware per utilizzare la rete bridge al posto di quella NAT. Le reti bridge implicano l'aggiunta di un'ulteriore scheda di rete, mentre il NAT utilizza VMware server per assegnare l'istanza di un indirizzo Ip, tramite un server DHCP oppure con un indirizzo IP statico. Un altro metodo per risolvere il problema del permesso negato è quello dell'utilizzo del port forwarding, ma questo risulta molto più complesso.
VMware Server può accettare gli interrupt della CPU, rendendo difficoltosa la gestione dell'orario. I server NTP non dovrebbero essere eseguiti sotto VMware.